# Hans Zeier
Hans Zeier (* 24. April 1899 in Luzern; † 11. August 1989 ebenda) war ein Schweizer Skilangläufer und Skispringer.
Zeier nahm bei den Olympischen Winterspielen im Februar 1928 in St. Moritz am 50-km-Lauf teil, den er aber wegen Skibruchs vorzeitig beendete. Bei den Nordischen Skiweltmeisterschaften 1930 in Oslo errang er den 78. Platz über 50 km und den 75. Platz über 17 km.